# Mao Asada

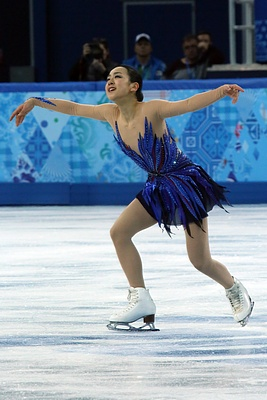
Mao Asada tijdens de OS 2014

Mao Asada (Japans: 浅田真央, Asada Mao) (Nagoya, 25 september 1990) is een Japanse kunstschaatsster. Asada is actief als soliste en ze traint momenteel bij Nobuo Sato, Kumiko Sato en Reiko Kobayashi.
Op de eerste zes internationale kampioenschappen waaraan ze deelnam won ze alle keren een medaille. Op het WK voor junioren in 2005 werd ze wereldkampioene en op het WK voor junioren in 2006 won ze de zilveren medaille. In 2007 won ze bij de wereldkampioenschappen ook de zilveren medaille. In 2008 won ze het Viercontinentenkampioenschap ("4CK") en werd wereldkampioene bij de senioren. Op het "4CK" van 2009 werd ze derde. Het WK van 2009 was het eerste internationale kampioenschap waar ze geen medaille behaalde, ze werd vierde. In het seizoen 2009/10 voegde ze drie medailles aan haar totaal toe. Het "4CK" won ze voor de tweede keer, op de Olympische Winterspelen won ze de zilveren medaille en wist ze ook de wereldtitel voor de tweede keer te veroveren. In het seizoen 2010/11 werd ze op het "4CK" tweede en op het WK zesde. In het seizoen 2011/12 evenaarde ze zowel op het "4CK" als het WK deze beide klasseringen. In het seizoen 2012/13 behaalde ze achtereenvolgens haar derde titel op het "4CK" en brons op het WK. In het seizoen 2013/14 eindigde ze als zesde op de Winterspelen (solo) en met het landenteam werd ze vijfde. Op het WK werd ze voor de derde keer wereldkampioene. Na een seizoen 'rust' kwam ze in 2015/16 alleen op het WK op een internationaal kampioenschap uit, ze eindigde hier als zevende.
Nationaal werd ze kampioene in 2007, 2008, 2009, 2010, 2012 en 2013. In 2005, 2006 en 2011 werd ze tweede en in 2014 en 2016 derde.

## Persoonlijke records
| records             | punten | datum      | toernooi |
| ------------------- | ------ | ---------- | -------- |
| Hoogste totaalscore | 216.69 | 29-03-2014 | WK       |
| Hoogste korte kür   | 078.66 | 27-03-2014 | WK       |
| Hoogste lange kür   | 142.71 | 20-02-2014 | OS       |

## Belangrijke resultaten
| Kampioenschap                | 02/03    | 03/04    | 04/05  | 05/06  | 06/07  | 07/08 | 08/09 | 09/10  | 10/11  | 11/12  | 12/13 | 13/14        |  | 15/16 |
| ---------------------------- | -------- | -------- | ------ | ------ | ------ | ----- | ----- | ------ | ------ | ------ | ----- | ------------ |  | ----- |
| Olympische Spelen            |          |          |        |        |        |       |       | Zilver |        |        |       | 6e 5e (team) |  |       |
| Wereldkampioenschap          |          |          |        |        | Zilver | Goud  | 4e    | Goud   | 6e     | 6e     | Brons | Goud         |  | 7e    |
| Viercontinentenkampioenschap |          |          |        |        |        | Goud  | Brons | Goud   | Zilver | Zilver | Goud  |              |  |       |
| Nationaal kampioenschap      | 7e       | 8e       | Zilver | Zilver | Goud   | Goud  | Goud  | Goud   | Zilver | Brons  | Goud  | Goud         |  | Brons |
| WK junioren                  |          |          | Goud   | Zilver |        |       |       |        |        |        |       |              |  |       |
| NK Junioren                  | 4e J · N | 4e J · N | J      |        |        |       |       |        |        |        |       |              |  |       |

 J = junioren, N = novice 
- CiNii: DA19461949
- International Standard Name Identifier: 0000 0003 7508 0263
- Bibliotheek van het Japanse parlement: 01093143
- Virtual International Authority File: 251588720